# Rio Camboni
Il Camboni  è un torrente che scorre nella Sardegna meridionale; ha le proprie sorgenti dai monti del Sulcis ed  à il principale immissario del lago Medau Zirimilis, che attraverso il rio de Su Casteddu confluisce nel Cixerri.
Secondo le carte dell'Istituto Geografico Militare, il rio Camboni si forma dalla confluenza del rio Fenugus e del rio Maureddus in località Su murru 'e is procaxius a 460 m di altitudine, sulle falde orientali del monte Genna Spina immediatamente prima della cascata di Su Spistiddatroxiu. Secondo alcune fonti - più o meno esplicite - il Camboni sarebbe il nome con cui è indicato il rio Fenugus a valle della cascata , secondo altre sarebbe la prosecuzione del rio Maureddus .

## Bacino idrografico e percorso

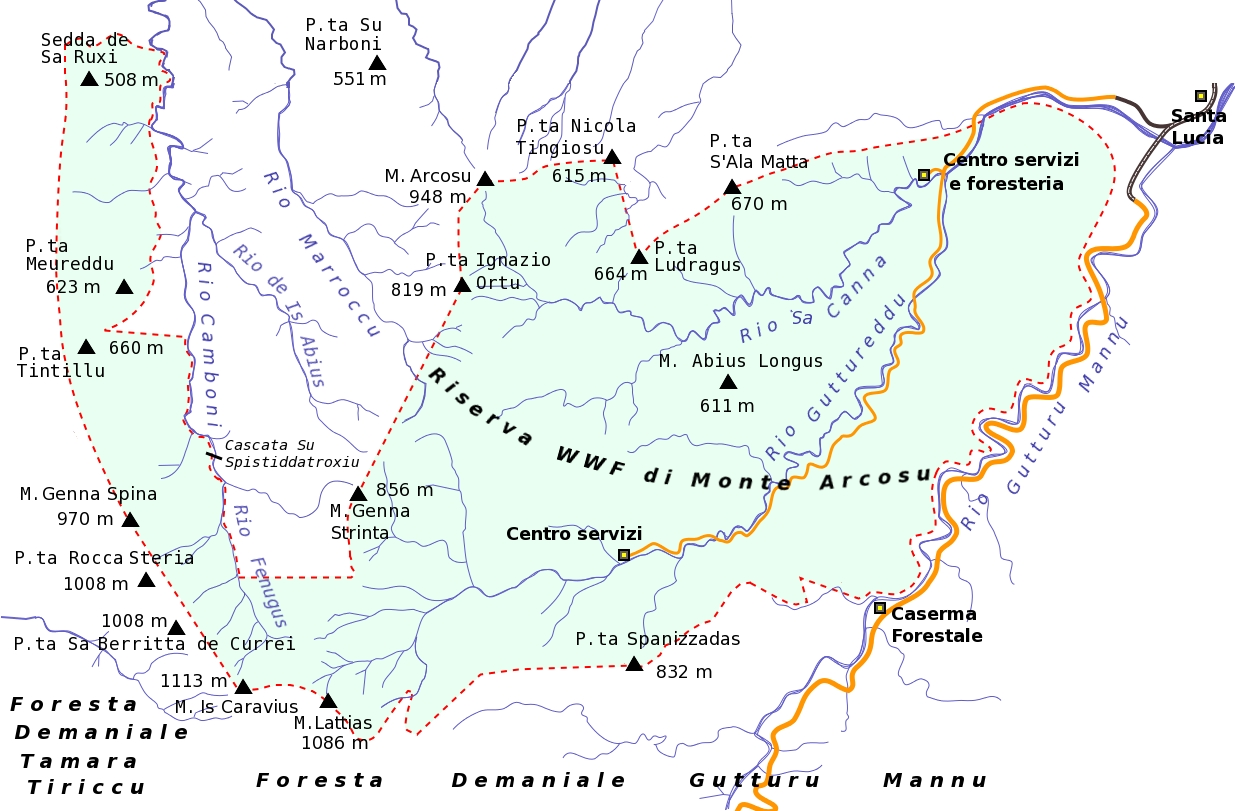
Mappa della Riserva WWF di monte Arcosu, con il tratto montano del rio Camboni

Il suo bacino imbrifero è delimitato dalle due catene montuose che dal monte Genna Spina (a ovest) e dal monte Arcosu (a est) convergono rispettivamente sulle due vette di monte Is Caravius e monte Lattias e si estende su gran parte del bacino lago Medau Zirimilis. Raccogliendo le acque di deflusso del versante centrosettentrionale di uno dei territori più piovosi della Sardegna meridionale (circa 1100 mm annui), questo bacino è d'importanza strategica gli invasi artificiali di Medau Zirimilis e Cixerri, fra loro collegati e sfruttati per scopi agricoli e industriali nell'Iglesiente e nell'area industriale di Cagliari.
Dopo la confluenza del rio Fenugus e del rio Maureddus, il torrente si inoltra in una gola rocciosa superando un dislivello di circa 60 metri comprendendo anche il salto della cascata Su Spistiddatroxiu. A valle della cascata prosegue in direzione nord con un percorso alquanto tortuoso fra le strette valli delle pendici settentrionali dei monti del Sulcis. Nel tratto intermedio riceve da destra le acque del rio de is Abius e più valle del rio Marroccu de Siliqua, che raccolgono i deflussi di buona parte del settore centrorientale montano del bacino. In zona pedemontana confluisce, con altri immissari minori alimentati dai versanti settentrionali del monte Arcosu, nel lago artificiale di Medau Zirimilis. È un affluente naturale del rio de Su Casteddu. Attualmente l'invaso artificiale ha due emissari che confluiscono entrambi nel Rio de su Casteddu.
Come i principali corsi d'acqua del Sulcis, il Camboni ha una portata irregolare, con un regime torrentizio alimentato dalle piogge del periodo autunno-primaverile è impetuoso nei periodi di piogge intense, mentre va in secca durante l'estate fino alle piogge autunnali.

## Affluenti
Oltre ai succitati affluenti, il Camboni è alimentato a sinistra da numerosi brevi torrenti che scorrono lungo il versante orientale della catena che dal monte Genna Spina digrada sui rilievi collinari-montani verso nord e a destra da altrettanti brevi torrenti e ruscelli che si formano in occasione delle piogge nei rilievi centrali del bacino a quote di 3-500 metri.
I principali affluenti verso valle sono i seguenti:
- rio Maureddus: ha una lunghezza di circa 1,8 km e nasce dal versante occidentale del monte Genna Strinta. Secondo alcune fonti è interpretato come il tratto iniziale del Camboni.
- rio Fenugus: ha una lunghezza di circa 2 km e nasce dalle pendici settentrionali del monte Is Caravius. Secondo alcune fonti è interpretato come il tratto iniziale del Camboni.
- canale de Su Strumpu de Luigi Sanna: affluente sinistro, ha una lunghezza di 1 km e nasce a quota 575 metri dalle pendici de S'Arcu su Srillanu, un rilievo di 592 m, ubicato a nord di Genna Spina lungo la catena che digrada da Is Caravius.
- canale de su Casteddaiu: affluente sinistro, ha una lunghezza di 1 km e nasce a quota 610 metri dalle pendici di punta Tintillu (660 m) dislocato sulla stessa catena montuosa.
- canale Peppi Peddis: affluente destro, ha una lunghezza di 823 metri e nasce a quota 565 m.
- rio de Is Abius: affluente destro, ha una lunghezza di circa 3,4 km e nasce a quota 760 m dalle pendici settentrionali del monte Genna Strinta.
- canale de Is Begas de Antiogu Pisu: affluente destro, ha una lunghezza di 740 metri e nasce a quota 440 m.
- rio Marroccu de Siliqua: affluente destro, ha una lunghezza di 6,7 km e nasce a quota 790 m dalle pendici nord di Genna Strinta. Nel suo tratto finale prende il nome di rio de Sa Giorba.

## Interesse ambientale
Oltre all'importanza, sotto l'aspetto idrografico, il Camboni riscuote un particolare interesse paesaggistico e naturalistico. Buona parte del suo percorso, ma in particolare il tratto montano e quello submontano si svolge in un'area ad elevato indice di copertura boscosa popolata dal cervo sardo e dal cinghiale sardo, oltre ad altri esemplari, più o meno rari, della fauna endemica sarda. L'alto corso è compreso fra i due lotti della Riserva di monte Arcosu del WWF Italia, quello originario, che parte dalla catena montuosa che si estende lungo il monte Lattias, il monte Genna Strinta e il monte Arcosu, e quello acquisito nel 1996 che parte dal Lattias e da Is Caravius e che si estende lungo il versante orientale della catena che degrada da Is Caravius a Genna Spina e ai rilievi minori più a nord (punta Tintillu, ecc.). I contrafforti di questa catena insistono sulle valli del rio Fenugus e del rio Camboni.
Sotto l'aspetto paesaggistico quello del Camboni è un territorio alquanto impervio e reso selvaggio, oltre che dalla fitta vegetazione mediterranea, dalla complessa geomorfologia, con valloni stretti e scoscesi alternati ai rilievi, a tratti rocciosi, originati dalle formazioni granitiche e metamorfiche scistose del Paleozoico. Per un lungo tratto anche a quote relativamente basse, il Camboni scorre incassato in una stretta gola scavata con un percorso tortuoso.
L'elemento paesaggistico più interessante è la cascata di Su Spistiddatroxiu, una delle cascate sarde meno conosciute. Il toponimo associato a questa cascata è singolare perché deriva dal sardo campidanese spistiddai, che letteralmente significa "rompersi l'osso del collo"; su spistiddatroxiu fa riferimento ad un luogo impervio e pericoloso, costituito dalle rocce che generano il salto del torrente. Subito dopo la confluenza del Fenugus, il Camboni si inoltra in una gola dove, su un percorso di rapide di circa 200 metri, scende da quota 450 m a quota 390 effettuando nel tratto centrale un salto di 30 metri.

### Cartografia
- Cartografia Piano Paesaggistico Regionale, in Sardegna 2D. URL consultato il 16-07-2007 (archiviato dall'url originale il 29 giugno 2007). (Ortofoto IT2006, scala 1:2000, collegata a cartografia IGM e carta idrografica della Sardegna)
- Tavolette IGM (scala 1:25000): Foglio 556, Sezioni II (Assemini) e III (Monte Rosas); Foglio 565, Sezioni I (Capoterra) e IV (Narcao).